# Bestiale (2025)
Bestiale est une série d'animation produite par Ankama et diffusée sur ADN.

## Résumé
Yrehn, une jeune Osamodas qui vit isolée du monde avec Elante, une créature légendaire dont elle est la gardienne attitrée. Capable de voir à travers ses yeux et de ressentir ses émotions, elle forme avec elle un duo indissociable. Mais Karn, un Iop affamé et sans scrupules, met la main sur Elante, bien décidé à exploiter ses dons exceptionnels. Isolée, mais loin d’être impuissante, Yrehn n’a plus le choix : elle doit braver l’inconnu, dépasser ses limites et tout risquer pour arracher Elante des griffes de son ravisseur,.

## Production
La série est une série dérivée de la série Wakfu.

## Fiche technique
- Réalisation : Kosal Sok[4], Julien Bachelet[5]
- Studio : Ankama animation[6], Unagi[4]
- Pays d'origine :  France
- Format : 7 épisodes de 12 minutes[7]

## Voix françaises
- Yrehn : Alice Orsat
- Nimoda : Victoria Grosbois
- Karn : Marc Arnaud
- Aros : François Dunoyer
- Ganos : Augustin Jacob
- Orbin : Cécile Gatto
- Naëlle : Marie Diot

Source : Gamewave